# Грибова Слобода
Гри́бова Слобода́ (бел. Грыбава Слабада) — деревня в составе Боровицкого сельсовета Кировского района Могилёвской области. Находится в 65 км от Могилёва, на берегу притока реки Вепринка. Ближайшие населённые пункты Шалаёвка, Пильники.

## История
Впервые упоминается в 1729 году.
До 2009 года входила в состав Грибовецкого сельсовета. С 2009 года в составе Боровицкого сельсовета.

## Население
По состоянию на 2011 год количество проживающих в населённом пункте: 54 человека.